# Friedrich-Wilhelm Wehrstedt
Friedrich-Wilhelm Wehrstedt (* 26. Juni 1907 in Bad Gandersheim; † 18. August 1977 in Bonn) war ein deutscher Verwaltungsjurist, zuletzt im Rang eines Botschafters und Inspekteur für die diplomatischen und konsularischen Vertretungen der Bundesrepublik Deutschland.

## Leben
Wehrstedt studierte in Heidelberg und Göttingen Rechtswissenschaften und bestand 1932 das Referendarexamen. Er wurde  Mitglied des Göttinger und Heidelberger Wingolf. Den juristischen Vorbereitungsdienst absolvierte er an Braunschweigischen Gerichten und Verwaltungsbehörden. Im Juni 1935 in bestand er in Berlin die große juristische Staatsprüfung. Bereits 1933 hatte er in Göttingen zum Dr. jur. promoviert.
Ab 1935 war er als Assessor im braunschweigischen Justizdienst und als Rechtsanwalt tätig. Von 1936 bis 1940 wurde er als Regierungsassessor und seit 1938 als Regierungsrat im Dienst der Reichsfinanzverwaltung bei Finanzämtern und Oberfinanzdirektionen eingesetzt. 1940 wechselte er an die Haushaltsabteilung des Reichsfinanzministeriums nach Berlin.
Nach 1945 hatte er wesentlichen Anteil am Aufbau der niedersächsischen Staatsfinanzen und betreute bis 1951 den Haushalt Niedersachsens als Oberregierungsrat. Anschließend wechselte er 1952 an das Auswärtige Amt der Bundesrepublik. Zunächst als Leiter des Referats Haushalt und Finanzen, war er ab 1953 im Range eines Vortragenden Legationsrats 1. Klasse tätig. Ab 1956 hatte er die Leitung der Unterabteilung Verwaltung in der Personalabteilung inne und wurde damit 1957 zum Ministerialdirigenten ernannt. Zwei Jahre später wurde er stellvertretender Leiter der Personalabteilung. Im Februar 1961 wurde Wehrstedt zum Inspekteur für die diplomatischen und konsularischen Vertretungen der Bundesrepublik Deutschland und damit zeitgleich zum Botschafter ernannt.
Später trat er in den Dienst der Evangelischen Kirche und war als Oberkirchenrat bis zu seiner Pensionierung tätig, unter anderem als Referent der Kirchenkanzlei der EKD in Hannover.
Seit 1941 war Wehrstedt mit Elisabeth, geb. Haessler verheiratet und hatte mit ihr drei Kinder.